# Fresco
Fresco (ранее Berlin) — проект оконного интерфейса, который мог бы заменить X Window System. В настоящее время практически заброшен (активность отсутствует с 2004 года).
Как и в X, в системе Fresco реализована сетевая прозрачность. Существенным отличием Fresco от X является более высокий уровень работы: реализация многих виджетов (кнопки, меню, рамки окон и др.) сделана внутри самого Fresco-сервера, что сокращает время реакции на действия пользователя и уменьшает трафик в сети. Кроме того, это способствует единообразному оформлению всех программ (настраивается централизованно на Fresco-сервере). Благодаря системе загружаемых модулей можно добавлять новые виджеты или неограниченно менять вид старых.
Окна в системе Fresco могут быть полупрозрачными и повёрнутыми на любой угол.
Fresco основан на архитектуре CORBA и OpenGL. Текстовая информация кодируется с помощью Юникода.
Лицензия: GNU Lesser General Public License.